# Platz der Nationalhelden
Der Platz der Nationalhelden (slowenisch Trg narodnih herojev) ist ein Park im Zentrum von Ljubljana, der Hauptstadt Sloweniens. Seine früheren Namen Valvasorjev trg (Valvasorplatz) und Muzejski trg (Museumsplatz) sind auch heute noch geläufig. Der Park liegt zwischen dem Slowenischen Nationalmuseum und dem Parlamentsgebäude. Im Norden wird er begrenzt durch die Tomšičeva ulica, im Süden durch die Šubičeva ulica und im Westen durch die Muzejska ulica.

## Geschichte
Der Park wurde während des Baus des Nationalmuseums im Jahr 1888 auf dem ehemaligen Museumsplatz angelegt. Damals wurde der Park nach Janez Vajkard Valvasor (1641–1693) benannt, dessen Denkmal seit 1903 im Park steht. Das Denkmal ist das Werk des Bildhauers Alojz Gangl.
Seine heutige Form erhielt der Park im Jahr 1940. Im südlichen Teil des Parks befindet sich seit 1949 das Grabmal der Nationalhelden. Aus diesem Grund erhielt der Platz im Jahr 1952 seinen aktuellen Namen.
1993 wurde der Platz zum nationalen Natur- und Kulturerbe erklärt.